# Кучинский, Александр Анатольевич
Алекса́ндр Анато́льевич Кучи́нский (бел. Аляксандр Анатольевіч Кучынскі; род. 27 октября 1979, Орша, Витебская область, БССР) — белорусский профессиональный шоссейный велогонщик. Многократный чемпион Республики Беларусь в различных шоссейных дисциплинах. Участник летних Олимпийских игр 2008 года.

## Победы
| 2004 - Классика Шатору - Тур Словении — этап 1 и 2-е место в общем зачёте - Джиро д’Абруццо 2005 - Чемпион Белоруссии в групповой гонке - Букль де ля Майен — генеральная классификация 2006 - Мемориал Олега Дьяченко 2007 - Пять колец Москвы — этапы 1, 2, 4 и генеральная классификация | 2010 - Чемпион Белоруссии в групповой гонке 2011 - Чемпион Белоруссии в групповой гонке 2014 - Чемпион Белоруссии в парной гонке |

## Статистика выступлений наГранд Турах
| Гранд Тур | 2007 | 2008 | 2009 | 2010 | 2011 | 2012 | 2013 | 2014 |
| --------- | ---- | ---- | ---- | ---- | ---- | ---- | ---- | ---- |
| Джиро     | -    | -    | -    | -    | 90   | 118  | -    | -    |
| Тур       | 89   | 128  | 92   | 86   | -    | 145  | 141  | -    |
| Вуэльта   | -    | -    | -    | -    | 143  | -    | -    | -    |